# Ten Freedom Summers
Ten Freedom Summers ist ein Jazz-Album von Wadada Leo Smith, das von 4. bis 6. November 2011 in der Zipper Hall der Colburn School in Los Angeles aufgenommen wurde. Das aus vier CDs bestehende Box-Set erschien im Mai 2012 bei Cuneiform Records. Smith schrieb insgesamt 34 Jahre an den 19 Kompositionen für dieses Projekt, beginnend im Jahr 1977. Begleitet wurde er bei der Aufführung vom neunköpfigen Southwest Chamber Music Ensemble und seinem eigenen Jazzquartett, zu dem die Schlagzeuger Pheeroan akLaff und Susie Ibarra, der Pianist Anthony Davis und der Bassist John Lindberg gehören. Bei seiner Veröffentlichung erhielt Ten Freedom Summers positive Resonanz seitens der Musikkritiker und wurde als Smith’ musikalisch ambitioniertestes Werk betrachtet.

## Musik des Albums
Das sowohl vom Free Jazz ala auch von der zeitgenössischen Musik beeinflusste Werk Ten Freedom Summers bestand aus 19 Stücken, die zumeist in Form einer Suite dargeboten werden. Thematisch beschäftigt sich das Werk mit der afroamerikanischen Bürgerrechtsbewegung (1955–1968) und damit in Zusammenhang stehenden Themen. Smith nennt dabei die Bestimmungen der Rassentrennung in seinem Heimat-Bundesstaat Mississippi und August Wilsons Stück The Pittsburgh Cycle als Inspirationsquellen für seine Komposition.

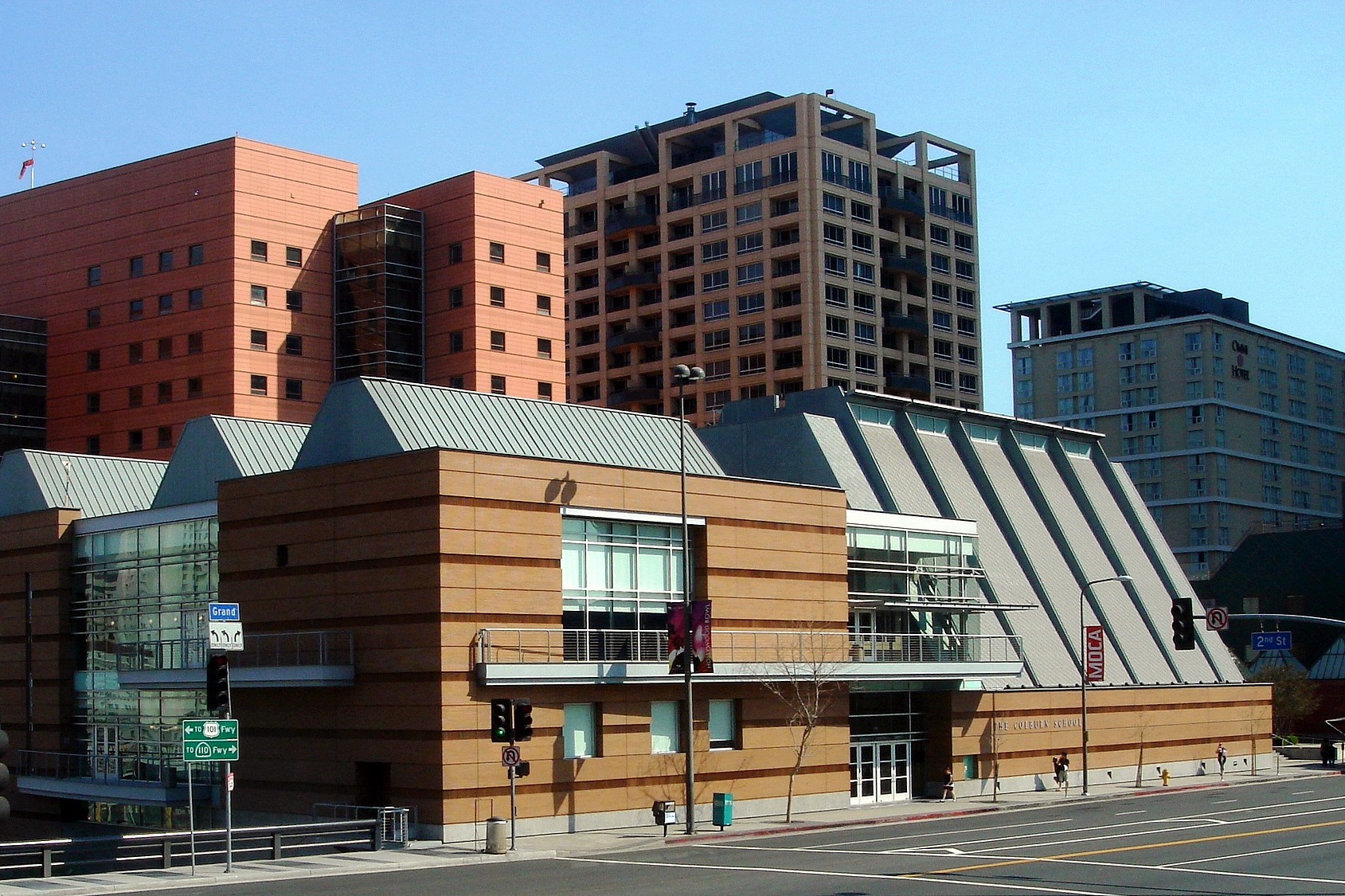
Die Colburn School, in der Ten Freedom Summers aufgenommen wurde.

Smith begann 1977 mit der Arbeit an ersten Kompositionen für Ten Freedom Summers, als er das Stück Medgar Evers in Erinnerung an den gleichnamigen, 1963 in Mississippi erschossenen Bürgerrechtsaktivisten schrieb. In den folgenden Jahren setzte Smith die Arbeit an dem Projekt fort, an der er 34 Jahre verbrachte, unterstützt durch mehrere Stipendien und Kompositionsaufträge, wie zum Schluss durch das Southwest Chamber Music Ensemble. Zwischen 2009 und 2011 stellte er das Werk endgültig fertig. Inspiriert wurde Smith dabei vom August Wilsons Theaterreihe The Pittsburgh Cycle. Smith äuérte sich zu der Idee hinter Ten Freedom Summers wie folgt:
I was born in 1941 and grew up in segregated Mississippi and experienced the conditions which made it imperative for an activist movement for equality. I saw that stuff happening. Those are the moments that triggered this. It was in that same environment that I had my first dreams of becoming a composer and performer.
Ten Freedom Summers wurde an drei Abenden vom 4. bis 6. November 2011 in der Zipper Hall in Los Angeles uraufgeführt. Gespielt wurden 19 Kompositionen; Smith wurde sowohl von seinem Golden Quartet als auch vom neunköpfigen Southwest Chamber Music Ensemble unter der Leitung von Jeff von der Schmidt begleitet, bei einigen Stücken von beiden Ensembles.

## Die Komposition
Die 19 Stücke von Ten Freedom Summers, das aus viereinhalb Stunden Musik besteht, sind in Form einer Suite angeordnet, drei davon dauern über 20 Minuten. Nach Angaben von Smith gab es dabei keine zu Grunde liegenden Motive. Anstelle seiner eigenen Ankhrasmation genannten Methode der Notation schrieb Smith Ten Freedom Summers mit einem traditionell notierten Arrangement. Sein Golden Quartet spielt im Blues und Jazz wurzelnde Idiome, das Southwest Chamber Music Ensemble setzte Geige, Bratsche, Cello, Harfe, Kontrabass, Glockenspiel, Bassklarinette, Flöte, Tympani, Marimba, Gongs und verschiedene Perkussionsinstrumente ein. Smith selbst nimmt in seinem Trompetenspiel auf Miles Davis’ atmosphärische Ästhetik ein, dessen düstere Stimmung auf die einzelnen Titel Bezug nimmt.
Die Kompositionen sind in drei Haupt-Abschnitte angeordnet – Defining Moments in America, What Is Democracy? und Freedom Summers. Jedes Stück dieser Teile beschreibt musikalisch signifikante Gestalten, die mit der afroamerikanischen Bürgerrechtsbewegung zwischen 1954 und 1964 in Verbindung stehen und stellt den Bezug zu gesellschaftlichen Institutionen wie Regierung, Medien und gesellschaftlichen Gruppen her. Nach Ansicht von Jeff Dayton-Johnson (All About Jazz) bezieht sich die Komposition auf Gestalten und Ereignisse wie Malcolm X, Martin Luther King, Brown vs. Board of Education, Medgar Evers und die Little Rock Nine, thematisch ausweitend in die amerikanische Vergangenheit (der Fall Dred Scott 1857) und in die jüngere Vergangenheit (mit 9/11), und einer Reihe von Querverweisen zu Demokratie, Pressefreiheit und Black church.

## Rezeption
Nach Ansicht von Josh Langhoff in PopMatters transformieren die Stücke des Albums ihre „Subjekte in musikalische Erfindungen und Stimmungen; sie sind weder wortgetreu noch programmatisch.“ Langhoff sieht in der Verwendung von Abstraktionen Ähnlichkeiten zu zeitgenössischen klassischen Kompositionen. John Fordham schrieb im Guardian, dass Smith sowohl mit seinem Jazzquartet als auch mit dem Klassik-Ensemble „konventionelle Themen oder anhaltende Pulse meist aus der Sprache des Free Jazz und zeitgenössischen klassischen Musik ebgezweigt sind.“ Daniel Spicer charakterisierte im BBC die Musik als eine „Mixtur aus ernster zeitgenössischer Komposition […] und turbulentem Free Jazz“. Nach Meinung von Bob Rusch ist sie nicht so sehr von der Bürgerrechtsbewegung nahestehenden Musikern wie Paul Robeson, Pete Seeger, Mahalia Jackson oder Aretha Franklin beeinflusst, als vielmehr Smith’ Golden Quintet stattdessen einen astralen, kammermusikalischen Klang ausbreite.
Ten Freedom Summers erhielt durchweg positive Kritiken durch die Musikjournalisten; bei Metacritic erhielt es eine Bewertung von 99 % auf der Basis von acht Reviews. Bill Shoemaker nannte es in The Wire „eine monumentale Beschörung der amerikanischen Bürgerrechtsbewegung.“ Phil Johnson gab der CD-Box im Independent fünf Sterne und sie „außerordentlich einträglich, wie Miles Davis, der in seiner mittleren Periode Ligeti spielt.“ In Allmusic verlieh Thom Jurek dem Album 4½ (von 5) Sterne und bezeichnete es als Smith’ „Opus Magnum“, das mit Duke Ellingtons Black Brown & Beige und Max Roachs Freedom Now Suite in den Jazz-Kanon gehöre. John Fordham verlieh dem Box-Set im Guardian vier (von fünf) Sterne und nannte es „einen Markstein im reichen Kanon des Jazz.“ Daniel Spicer (BBC Music) betrachtet es „weiteren klassischen“ oder „Bewusstseinserweiterenden Jazz“. Glen Hall schrieb in Exclaim!, das „in Smith’ Musik das Leiden und die Träume von einem besseren Leben nachhallen, die das Jahrzehnt von 1954 bis 1964 zum Subjekt dieses kraftvollen Kompendiums an Kompositionen machen.“
In der Besprechung in musicOMH ging Daniel Paton auf die starke spirituelle Dimension der Musik ein und konstatierte: Da ist sogar „ein radikaler, leidenschaftlicher Aspekt in der Ausführung dieser Kompositionen, der individuell und stark erregt ist.“ Josh Langhoff gab dem Album in PopMatters die Höchstbewertung von 10 Punkten und meinte zum Klang, „die fühlbaren, physisch schönen Klänge von Smith’ gebieterischen Trompete in Kombination mit den verschiedenen Instrumenten reizen ihre eigenen Grenzen aus.“ Er kommt zum Fazit, dass Wadada Leo Smith .„in viereinhalb Stunden Amerikas definitive Ereignisse in Klang festhalte, und damit die Geschichte von uns allen“. Im Gegensatz dazu meinte Bob Rusch in seinem Beitrag für das Cadence Magazine, das Werk hätte von der Aufteilung in vier separate Alben profitiert; er beschrieb das Zuhören als „mühsam, aber ebenso als verwickelt und inspirierend.“
Ten Freedom Summers wurde 2012 von Allmusic, All About Jazz, JazzTimes, und dem Chicago Reader zu den besten Alben des Jahres gezählt; Bret Saunders bezeichnete es in The Denver Post als das beste Jazzalbum des Jahres. In The Wire erreichte es #31 in deren Liste der besten Alben des Jahres. 2013 war das Album Finalist beim Pulitzer-Preis.

## Titelliste
- Wadada Leo Smith: Ten Freedom Summers (Cuneiform Records – Rune 350/351/352/353[23])

### Disc 1
1. Dred Scott: 1857 – 11:48
2. Malik Al Shabazz and the People of the Shahada – 5:15
3. Emmett Till: Defiant, Fearless – 18:02
4. Thurgood Marshall and Brown vs. Board of Education: A Dream of Equal Education, 1954 – 15:05
5. John F. Kennedy's New Frontier and the Space Age, 1960 – 22:08

### Disc 2
1. Rosa Parks and the Montgomery Bus Boycott, 381 Days – 12:43
2. Black Church – 16:35
3. Freedom Summer: Voter Registration, Acts of Compassion and Empowerment, 1964 – 12:34
4. Lyndon B. Johnson's Great Society and the Civil Rights Act of 1964 – 24:12

### Disc 3
1. Freedom Riders Ride – 16:40
2. Medgar Evers: A Love-Voice of a Thousand Years' Journey for Liberty and Justice – 10:07
3. D.C. Wall: A War Memorial for All Times – 12:17
4. Buzzsaw: The Myth of a Free Press – 15:03
5. Little Rock Nine: A Force for Desegregation in Education, 1957 – 13:49

### Disc 4
1. America, Parts 1, 2 & 3 – 14:11
2. September 11th, 2001: A Memorial – 9:39
3. Fannie Lou Hamer and the Mississippi Freedom Democratic Party, 1964 – 8:36
4. Democracy – 14:30
5. Martin Luther King, Jr: Memphis, the Prophecy – 20:34

## Editionsgeschichte
| Land           | Datum        | Label             | Format       |
| -------------- | ------------ | ----------------- | ------------ |
| Kanada         | May 8, 2012  | Cuneiform Records | CD           |
| Japan          | May 20, 2012 | Cuneiform Records | CD           |
| Großbritannien | May 21, 2012 | Cuneiform Records | CD           |
| Großbritannien | May 22, 2012 | Cuneiform Records | Download     |
| USA            | May 22, 2012 | Cuneiform Records | CD, Download |

## Weiterführende Literatur
- Franz A. Matzner: Wadada Leo Smith: The Teacher. All About Jazz, 14. März 2011   (englisch).